# الأخت نيڤيديتا
الأخت نيڤيديتا (الاسم عند الميلاد: مارجريت إليزابيث نوبل؛ 28 أكتوبر 1867 - 13 أكتوبر 1911) مدرسة أيرلندية، ومؤلفة، وناشطة اجتماعية، مؤسسة مدرسة، وتلميذة سوامي فيفي كاناندا. أمضت طفولتها وشبابها المبكر في أيرلندا. كانت مخطوبة للزواج من شاب من ويلز، لكنه توفي بعد فترة وجيزة من خطوبتهما.
قابلت الأخت نيڤيديتا سوامي فيفي كاناندا في عام 1895 في لندن وسافرت إلى كلكتا (كولكاتا الحالية)، الهند في عام 1898. أعطاها سوامي فيفي كاناندا اسم نيڤديتا (بمعنى «مكرسة لله») عندما ساعدها تبدأ في نذر براهماتشاريا في 25 مارس 1898.
في نوفمبر 1898، افتتحت مدرسة للبنات في منطقة باجبازار في كلكتا، أرادت من خلالها تعليم الفتيات اللواتي حُرمن حتى من التعليم الأساسي. خلال وباء الطاعون في كلكتا عام 1899، قامت الأخت نيڤيديتا برعاية المرضى الفقراء.
كان لدى الأخت نيڤيديتا ارتباطات وثيقة مع بعثة راماكريشنا المنشأة حديثًا. وبسبب مساهمتها النشطة في مجال القومية الهندية، كان عليها أن تنأى بنفسها علنًا عن أنشطة بعثة راماكريشنا تحت رئاسة سوامي براهماناندا آنذاك. كانت قريبة جدًا من سارادا ديفي، القرينة الروحية لراماكريشنا وأحد المؤثرات الرئيسية وراء بعثته، وأيضًا مع جميع تلاميذ سوامي فيفي كاناندا. توفيت في 13 أكتوبر 1911 في دارجلينغ. مكتوب على ضريحها: «هنا ترقد الأخت نيڤيديتا التي أعطت كل ما لها للهند».

## حياتها المبكرة
ولدت مارجريت إليزابيث نوبل في 28 أكتوبر 1867 في بلدة دونجانون بمقاطعة تيرون بأيرلندا، والديها هما ماري إيزابيل وصمويل ريتشموند نوبل وسميت على اسم جدتها لأبيها.[ كان النبلاء (اسم العائلة) من أصل اسكتلندي وقد استقروا في أيرلندا لمدة خمسة قرون تقريبًا. والدها كان قسًا، وكان تعليمه أن الخدمة للبشرية هي الخدمة الحقيقية لله. كان لدى النبلاء ستة أطفال، نجا منهم فقط مارجريت (الأكبر) وماي وريتشموند.
عندما كانت مارغريت تبلغ من العمر عامًا واحدًا، انتقل صموئيل إلى مانشستر، إنجلترا؛ هناك التحق كطالب لاهوتي في كنيسة ويسليان. وبقيت مارجريت الصغيرة مع جدها لأمها هاميلتون في أيرلندا.
عندما كانت في الرابعة من عمرها، عادت للعيش مع والديها في ديفون. كانت مارجريت الطفلة المفضلة لوالدها. عندما قدم صموئيل نوبل الخدمات أو زار الفقراء، كانت ترافقه.
توفي والد مارغريت عام 1877 عندما كانت في العاشرة من عمرها. وعادت مارجريت مع والدتها وشقيقيها إلى منزل جدها هاميلتون في أيرلندا. التحقت ماري، والدة مارغريت بدورة رياض أطفال في لندن وأصبحت معلمة. في وقت لاحق، ساعدت ماري والدها في إدارة دار ضيافة بالقرب من بلفاست. كان هاميلتون من أوائل قادة حركة الحرية في أيرلندا. إلى جانب تدين والدها، تشربت مارجريت روح الحرية والحب لبلدها من خلال جدها هاميلتون.
تلقت مارجريت تعليمها في كلية هاليفاكس، التي يديرها عضو في الكنيسة التوحيدية. علمتها مديرة هذه الكلية حول التضحية الشخصية. درست مواضيع منها الفيزياء والفنون والموسيقى والأدب.